# 克劳斯·克勒佩林
克劳斯·克勒佩林（德語：Klaus Kröppelien，1958年6月29日—），德国男子赛艇运动员。他曾代表东德参加1980年夏季奥林匹克运动会赛艇比赛，联同约阿希姆·德赖夫克获得男子双人双桨金牌。